# العلاقات الباكستانية الغرينادية
العلاقات الباكستانية الغرينادية هي العلاقات الثنائية التي تجمع بين باكستان وغرينادا.

## مقارنة بين البلدين
هذه مقارنة عامة ومرجعية للدولتين:
| وجه المقارنة                                              | باكستان                     | غرينادا                                         |
| --------------------------------------------------------- | --------------------------- | ----------------------------------------------- |
| المساحة (كم2)                                             | 881.91 ألف                  | 348                                             |
| عدد السكان (نسمة)                                         | 197.02 مليون                | 107.83 ألف                                      |
| الكثافة السكانية (ن./كم²)                                 | 223.4                       | 30.99 ألف                                       |
| العاصمة                                                   | إسلام آباد                  | سانت جورجز                                      |
| اللغة الرسمية                                             | لغة إنجليزية، اللغة الأردية | لغة إنجليزية، لغة غرينادا الكريولية الإنجليزية ‏ |
| العملة                                                    | روبية باكستانية             | دولار شرق الكاريبي                              |
| الناتج المحلي الإجمالي (بليون دولار)                      | 304.95 مليار                | 1.12 مليار                                      |
| الناتج المحلي الإجمالي (تعادل القوة الشرائية) بليون دولار | 946.67 مليار                | 1.45 مليار                                      |
| الناتج المحلي الإجمالي الاسمي للفرد دولار أمريكي          | 1.43 ألف                    | 9.21 ألف                                        |
| الناتج المحلي الإجمالي للفرد دولار أمريكي                 | 4.81 ألف                    | 12.43 ألف                                       |
| مؤشر التنمية البشرية                                      | 0.538                       | 0.750                                           |
| رمز المكالمات الدولي                                      | +92                         | +1473                                           |
| رمز الإنترنت                                              | .pk                         | .gd                                             |
| المنطقة الزمنية                                           | ت ع م+05:00                 | 00                                              |

## منظمات دولية مشتركة
يشترك البلدان في عضوية مجموعة من المنظمات الدولية، منها:
| علم المنظمة | اسم المنظمة                               | تاريخ انضمام باكستان | تاريخ انضمام غرينادا |
| ----------- | ----------------------------------------- | -------------------- | -------------------- |
|             | الاتحاد البريدي العالمي                   | ?                    | ?                    |
|             | يونسكو                                    | 14 سبتمبر 1949       | 17 فبراير 1975       |
|             | البنك الدولي للإنشاء والتعمير             | 11 يوليو 1950        | 27 أغسطس 1975        |
|             | منظمة التجارة العالمية                    | ?                    | ?                    |
|             | وكالة ضمان الاستثمار متعدد الأطراف        | 12 أبريل 1988        | 12 أبريل 1988        |
|             | دول الكومنولث                             | ?                    | ?                    |
|             | الاتحاد الدولي للاتصالات                  | 26 أغسطس 1947        | 17 نوفمبر 1981       |
|             | منظمة الشرطة الجنائية الدولية             | ?                    | ?                    |
|             | مؤسسة التمويل الدولية                     | 20 يوليو 1956        | 28 أغسطس 1975        |
|             | الأمم المتحدة                             | 30 سبتمبر 1947       | 17 سبتمبر 1974       |
|             | منظمة حظر الأسلحة الكيميائية              | ?                    | ?                    |
|             | المركز الدولي لتسوية المنازعات الاستشارية | 15 أكتوبر 1966       | 23 يونيو 1991        |

## وصلات خارجية
- موقع وزارة الخارجية الباكستانية